# Mathilde av Österrike-Teschen
Mathilde av Österrike-Teschen, född 1849, död 1867, var en österrikisk ärkehertiginna.
Hon var dotter till Albrecht av Österrike-Teschen och Hildegard av Bayern. Hon trolovades med Italiens tronföljare, den blivande Umberto I, i ett arrangerat diplomatiskt äktenskap. 1867 stod hon klädd i en aftonklänning av gastyg med krinolin för att besöka teatern och rökte en cigarett. När hennes far, som hade förbjudit henne att röka, oväntat kom in i rummet, gömde hon genast cigarren bakom ryggen. Det brandfarliga gastyget i hennes klänning fattade eld, och hon avled på plats av sina brännskador. 